# Euphorbia buruana
Euphorbia buruana är en törelväxtart som beskrevs av Ferdinand Albin Pax. Euphorbia buruana ingår i släktet törlar, och familjen törelväxter. Inga underarter finns listade i Catalogue of Life.

## Bildgalleri

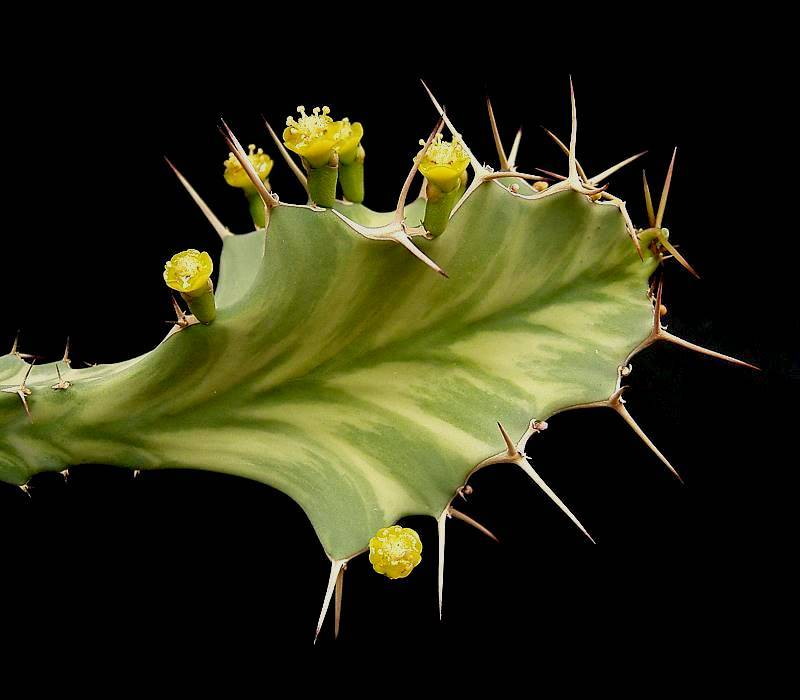